# David Ware
David Spencer Ware (7 de noviembre de 1949, Plainfield, Nueva Jersey - 18 de octubre de 2012), fue un saxofonista de jazz contemporáneo y free jazz.
En 2001, el crítico Gary Giddins al cuarteto de Ware "La mejor banda del jazz actual".

## Historial
Ware creció en Scotch Plains y se graduó en la high school local. Asistió al Berklee College of Music. Después vivió en Nueva York, donde trabajó como taxista durante 14 años, regresando después a Scotch plains. 
Ware realizó su debut discográfico en 1971, en una producción privada realizada por Abdul Hannah, un saxofonista de Boston. Grabó también con el batería Andrew Cyrille y el pianista Cecil Taylor. A finales de los años 1970 y comienzos de los 80, Ware grabó con regularidad como líder, formando un cuarteto muy bien recibido ya en los años 1990. El cuarteto estaba originalmente integrado por Ware, el pianista Matthew Shipp, el bajista William Parker y el batería Marc Edwards. El puesto de batería cambió con frecuencia, ocupándolo sucesivamente Whit Dickey, Susie Ibarra y Guillermo E. Brown. El cuarteto grabó varios discos de éxito en pequeños sellos, pero el saxofonista Branford Marsalis logró que Ware firmara dos discos con Columbia Records a finales de los 90. Ware disolvió el grupo hacia 2007, después de editar el álbum Renunciation. Ha grabado también algunos discos de saxo solo. 
Afectado por una disfunción renal, Warre se sometió a un trasplante de riñón, a los 60 años de edad.

## Discografía

### Como líder
- Third World Awareness (Abdul Hannah, 1971)
- Passage to Music (Silkheart, 1988)
- Great Bliss, vol. 1 (Silkheart, 1990)
- Great Bliss, vol. 2 (Silkheart, 1990)
- Flight of I (DIW, 1991)
- Third Ear Recitation (DIW, 1993)
- Earthquation (DIW, 1994)
- Cryptology (Homestead, 1994)
- Oblations and Blessings (Silkheart, 1995)
- Dao (Homestead, 1995)
- Godspelized (DIW, 1996)
- Wisdom of Uncertainty (AUM Fidelity, 1996)
- Live in the Netherlands (Splasc(H), 1997)
- Go See the World (Columbia, 1997)
- Surrendered (Columbia, 1999)
- Corridors & Parallels (AUM Fidelity, 2001)
- Freedom Suite (AUM Fidelity, 2002)
- The David S Ware Quartet Live in the World (Thirsty Ear, 1998/2003)
- Threads (CD Thirsty Ear, 2003)
- BalladWare (CD Thirsty Ear, 2005)
- Renunciation (AUM Fidelity, 2007)
- Shakti (Aum Fidelity, 2008) con Joe Morris g, William Parker bj, Warren Smith bt
- David S Ware Quartet Live in Vilnius (2 LP, NO BUSINESS 2008)
- Saturnian (solo saxophones volume 1) (Aum Fidelity, 2009)
- Onecept (Aum Fidelity, 2010) con William Parker bj, Warren Smith bt

### Como acompañante
Con Andrew Cyrille
- Metamusicians' Stomp (Black Saint, 1978)
- Special People (Soul Note, 1980)

Con Cecil Taylor
- Dark to Themselves (Enja, 1976)